# Nebosan
El Nebosan (en occità: Nebosan; en francès: Nébouzan) és un parçan o comarca d'Occitània situada a la Gascunya. Formà part històricament del comtat del Comenge.
Segons la proposta de divisió territorial d'Occitània del diari Jornalet, basada en l'obra de Frederic Zégierman Le Guide des pays de France, el Nebosan estaria ubicat a la regió de la Gascunya, subregió del Comenge.
Oficialment, les comunes del Nebosan estan adscrites administrativament i situades al centre-sud del departament francès de l'Alta Garona, i a l'est dels Alts Pirineus, a la regió administrativa d'Occitània.
La seva vil·la principal és a Sant Gaudens (Saint-Gaudens), que també és considerada la capital actual del Comenge.
El nom de Nebosan es va originar al deformar-se el nom del senyor gal·loromà Nepotianus (Nepotià) que posseïa una extensa hisenda a la regió.

## Història
La regió fou ocupada des antic i va veure passar a romans, visigots i francs. Els bisbes de Comenge van restar els senyors més ben organitzats i el segle ix es va fundar el comtat de Comenge inclòs el Nebosan, sobre la base del Bisbat de Comenge. La comarca de Nebosan va pertànyer al comtat de Comenge fins que fou ocupada pel vescomte Gastó VII de Bearn el 1258 i incorporada al Vescomtat de Bearn el 1267, portant sovint des de llavors el títol de vescomtat de Nebosan, que sempre va correspondre als vescomtes de Bearn. Des del 1267 fou la seu d'un senescal bearnès. El 1290 va passar junt amb Bearn a la casa de Foix i finalment a Navarra. El 1589 el rei de Navarra va esdevenir rei de França però la incorporació a la corona es va demorar fins al juliol de 1607, en què es van incorporar tots els feus francesos (encara que Bearn estava unit administrativament a Bearn, era posseïda com a feu francès). A Sant Gaudens es van reunir tot el segle xvii i el XVIII els estats generals del territori de Nebosan encarregats de fixar els impostos i de les donacions al rei, i que depenien de la Generalitat de Montalbà (1635-1716), després d'Auch (1717-1784) i finalment de Baiona (1784-1787) per tornar a Auch abans de la revolució (1787-1790); els dominis reials de la comarca eren administrats per la càmera de comptes de Pau. La justícia fou administrada a la castellania de Sant Gaudens (que incloïa Miramont) que era part de la senescalia; les apel·lacions es veien a Tolosa. Religiosament el país va continuar depenent a partir del 1258 del bisbat de Comenge (Sant Bertran de Comenge) i fou seu d'un arxiprestat amb 21 parròquies.